# Điện Ngọc
Điện Ngọc is een xã in het district Điện Bàn, een van de districten in de Vietnamese provincie Quảng Nam.
Điện Ngọc ligt op de oostelijke oever van de Vĩnh Điện. In het oosten ligt Điện Ngọc aan de Zuid-Chinese Zee. Điện Ngọc heeft ruim 14.000 inwoners op een oppervlakte van 21.12 km².